# Hillington
Hillington är en civil parish i Storbritannien.   Den ligger i grevskapet Norfolk och riksdelen England, i den sydöstra delen av landet, 150 km norr om huvudstaden London. Antalet invånare är 287. Arean är 10,3 kvadratkilometer.
Terrängen i Hillington är platt.